# جيسيكا باركر كينيدي
جيسيكا باركر كينيدي (بالإنجليزية: Jessica Parker Kennedy)‏ وهي ممثلة كندية ولدت في يوم 3 أكتوبر 1984 في مدينة كالغاري في كندا، مثلت في مسلسل سمولفيل وأندركوفر وبلاك سايلس، كينيدي تنحدر من أصل إيطالي و روسي و أفريقي مشترك.

## روابط خارجية
- جيسيكا باركر كينيدي على موقع IMDb (الإنجليزية)
- جيسيكا باركر كينيدي على موقع ميتاكريتيك (الإنجليزية)
- جيسيكا باركر كينيدي على موقع روتن توميتوز (الإنجليزية)
- جيسيكا باركر كينيدي على موقع قاعدة بيانات الأفلام العربية
- جيسيكا باركر كينيدي على موقع ألو سيني (الفرنسية)
- جيسيكا باركر كينيدي على موقع أول موفي (الإنجليزية)
- جيسيكا باركر كينيدي على موقع قاعدة بيانات الفيلم (الإنجليزية)
- جيسيكا باركر كينيدي على موقع كينوبويسك (الروسية)